# Mogogi Gabonamong
Mogogi Gabonamong est un footballeur international botswanais né le 10 septembre 1982.